# Liste der Kulturdenkmäler in Bingen am Rhein
In der Liste der Kulturdenkmäler in Bingen am Rhein sind alle Kulturdenkmäler der rheinland-pfälzischen Stadt Bingen am Rhein einschließlich der Stadtteile aufgeführt. Grundlage ist die Denkmalliste des Landes Rheinland-Pfalz (Stand: 3. April 2024).

## Bingen am Rhein

### Denkmalzonen
| Bezeichnung                             | Lage | Baujahr         | Beschreibung | Bild                           |
| --------------------------------------- | --- | --------------- | --- | ------------------------------ |
| Denkmalzone Alter christlicher Friedhof | Bingen am Rhein, Holzhauserstraße/Rochusallee Lage | 1822            | 1822 eröffnet, später mehrfach erweitert, nach Indienstnahme des neuen Waldfriedhofs (1910) noch bis in die 1920er Jahre vereinzelt belegt; neben Ober-Ingelheim bedeutendster Denkmalfriedhof im Landkreis - alter Haupteingang an der Nordwestecke zur Holzhauserstraße mit Sandsteinpfosten und Eisengitter, lange Abschnitte der einfassenden Bruchsteinmauern - Veteranenstein, 1842, obeliskenartig verjüngender Sandsteinpfeiler mit Adlerrelief - Kriegerdenkmal 1870/71, errichtet 1907, Schaufront mit Reliefs und Inschrifttafel aus Bronze Über 100 erhaltene Grabmäler der zweiten Hälfte des 19. und der ersten Jahre des 20. Jahrhunderts meist nicht mehr in situ; im Westteil: - Catharina Antonia Phildius († 1839): spätklassizistische Grabsäule - Eberhard Soherr († 1887): spätklassizistische Schauwand mit Inschriftmedaillons - Anonym: klassizistische Stele, 1826 - Peter Joseph Castello († 1850): neugotischer Priestergrabstein mit Reliefs - Familie Brilmayer, um 1860: achtseitige Stele - David Gundlach († 1858): Reliefkruzifix auf akroterbesetztem Giebel - Heinrich Joseph Wieger († 1854) - Karl Geromont († 1876): gotisierend mit schmuckvollem Rankenwerk - Ludwig Erne († 1861): ähnlicher Typus mit Kreuz - Nicolaus Lennig († 1869): antikische Volutenbekrönung am östlichen Verbindungsweg: - Julius Espenschied († 1909): prächtige neubarocke Schauwand mit reichem Reliefschmuck - Carl Goebel, um 1890: Ädikula mit Marmorrelief - Hieronymus Soherr († 1889): Sitzfigur eines trauernden Engels - Josepha Allmann († 1881): lebensgroße Muttergottes - Franz Bernet († 1895): Granitstele mit Sandsteinrelief - Familie Roth (Anfang des 20. Jahrhunderts): Relief eines trauernden Engels - Joseph Brilmayer († 1881): tabernakelartige neugotische Grabkapelle von monumentaler Wirkung am oberen Weg: - Anonym, um 1880: Relief mit Todesengel - Carl Joseph Kertell († 1866): vegetabiler Schmuck, Zinnenbekrönung - Familie Christmann, um 1900: Salvatorkopf in Bogenstellung - Fides Köhl geborene Schmitt († 1864): spätklassizistisch, Giebel mit Akroteren - Heinrich Brück († 1845): neugotischer Pfeiler - Eheleute Stephan George: sehr stattliches Grabkreuz - Franz Herter, um 1850: spätklassizistische gebrochene Säule mit Draperie - Catharina Regner geborene Utsch († 1858): schmiedeeisernes Kruzifix vor Strahlenkranz - Johann Baptist Allmann I († 1870): Kreuz auf gotisierendem Pfeiler - Andreas Billhardt, († 1875): halbkreisförmiger Giebel mit Rankenwerk - Wilhelm Joseph Scholl († 1864): verwandter Typus - Anonym, Ende des 19. Jahrhunderts: Baumkreuz mit Blütenkranz - Eduard Gottlieb Ernst Sander († 1873): monumentale rustizierte Stele in Neurenaissanceformen - Familie Carl Puricelli (II.) († 1872): auf kraftvollem Unterbau Sarkophag mit Draperien - Familie Carl August Fischer d. J. († 1914): Marmorfigur einer Trauernden vor giebelbekrönter Granitstele - Carl Josef Kertell (um 1860): neugotische Stele - Joseph Soherr († 1850): historisierender Sandsteinpfeiler - Adam Goebel († 1899): historisierend mit Ecksäulchen und Zinnenkranz - Betty Degen († 1875): kniender Engel - Familie Feyen (um 1850): hoher urnenbekrönter Pfeiler am mittleren Weg: - Franz Braun, um 1900: reich verziertes Schmiedeeisenkreuz - Carl Schneider († 1860): gotisierende Stele - Familie Balthasar Schnaubert († 1896) und Ferdinand Brentano († 1865): dreiteilige Schauwand, mittig Salvatorkopf - Familie Lothar Franz Geromont († 1835) und August Philipp Gabriel Rother († 1883): antikisie-rende Figur einer Trauernden - Cornelius Billhardt († 1862): gotisierende Stele in der Mitte der Anlage: - einfacher klassizistischer Gedenkstein für Bürgermeister Georg Geromont († 1833) am unteren Weg: - J. C. Zechel († 1881): Obelisk mit reliefiertem Merkurstab - Louis Arnold († 1904): Granitstele mit Todesengelrelief - Anonym (auf der nördlichen Friedhofsmauer), um 1900: Engel unter gewölbtem Baldachin - Heinrich Brück, um 1860: neugotische Stele - Adam Goebel († 1857): Kreuz über reichem Rankenwerk - Carl Joseph Guerdan († 1867):antikisch mit Volutenbekrönung - Johann Baptist Mundschenk († 1832): gotisierend mit Kreuz - Lorenz Pennrich († 1882): antikisierender, obeliskenartiger Pfeiler auf Ecksphingen - Peter Joseph Mundschenk, letztes Viertel des 19. Jahrhunderts: wuchtiger Eichenstumpf - Anonym, zweite Hälfte des 19. Jahrhunderts: pultförmig mit aufgeschlagener Bibel - Fritz Gessner († 1885), um 1900: aufragendes Granitkreuz - Paul Angelus Ohler († 1864): neugotische Stele im Ostteil großer eiserner Anker des Kapitäns Doll als Gedenken an die Binger Rheinschiffer des 19. Jahrhunderts | weitere Bilder Fotos hochladen |
| Denkmalzone Burg Klopp                  | Bingen am Rhein, Schlossberg Lage | 13. Jahrhundert | auf einem dem Rochusberg vorgelagerten, kegelförmig abfallenden felsigen Bergvorsprung über der Nahemündung gelegen; stadt- und landschaftsbildprägend; von den Mainzer Erzbischöfen im 13. Jahrhundert gegründet, mehrmals zerstört und wiederaufgebaut, 1711/12 gesprengt; Wiederaufbau im „rheinischen Burgenstil“ bei weitgehender Bewahrung des mittelalterlichen Grundrisses und Bestandes: Grabenbrücke, Torhaus und Bergfried, 1853 ff., neugotisches "Herrenhaus" mit Eckturm, bezeichnet 1876, Architekt Eberhard Soherr, Neurenaissanceausstattung; zugehörig Burghof und Schlossberg mit drei repräsentativen Toreinfahrten (zweite Hälfte des 19. Jahrhunderts); rundbogige Weinbergspforte, bezeichnet 1889, bei Schloßbergstraße 23 | weitere Bilder Fotos hochladen |
| Denkmalzone Mainzer Straße              | Bingen am Rhein, Mainzer Straße 18–42 (gerade Nummern), 29–41 (ungerade Nummern), Zeppelinstraße 2 Lage | 1850 bis 1910   | zwei- und dreigeschossige, großteils repräsentative Wohn- und Geschäftshäuser von circa 1850 bis 1910, die die Stilentwicklung vom Spätklassizismus über gründerzeitliche Neurenaissancebauten bis zum Jugendstil zeigen | weitere Bilder Fotos hochladen |
| Denkmalzone Rheinanlagen                | Bingen am Rhein, Hindenburganlage Lage | 1900–14         | ausgedehnter Park im Westen von der Festhalle (Hindenburganlage 3) begrenzt, im Süden von der Straße Hindenburganlage, im Osten vom ehemaligen Güterhafen, gegen den Rhein von der Uferpromenade; großteils rechtwinkliges Wegenetz mit kreuzenden geschwungenen Pfaden, Zuwege zu Schiffsanlegestellen und weitenteils hundertjährigem Baumbestand, 1900–14 angelegt, heutiges Erscheinungsbild von Gartenbauinspektor Riedel, 1930er Jahre; darin Denkmal für Großherzog Ludwig IV. von Hessen und bei Rhein, lebensgroßes Bronzestandbild, 1913; Kriegerdenkmal 1914/18, Rotsandstein, expressionistische Motive, 1934; Verkaufskiosk, Holzbau, Kreuzdach, um 1900 | weitere Bilder Fotos hochladen |
| Denkmalzone Rheinkai                    | Bingen am Rhein, Rheinkai 14-21 Lage | um 1900         | geschlossene drei- und viergeschossige späthistoristische Häuserzeile, um 1900, Nr. 20 mit expressionistischen Motiven (1927) | weitere Bilder Fotos hochladen |
| Denkmalzone Schloßbergstraße            | Bingen am Rhein, Schloßbergstraße 37–73 (ungerade Nummern) und 50–56 (gerade Nummern), Am Burggraben 1 und 2, In der Eisel 2, Frankenstraße 1 und 3, Heinrichstraße 2, 4, 6 und 8, Mariahilfstraße 20, 25 und 27, Rupertusstraße 9, 11, 13, 14 und 15, Taunusstraße 2–8 (gerade Nummern), 7/9 und 11, Waldstraße 2–22 (gerade Nummern) Lage | 1890 bis 1927   | spätgründerzeitliche Stadterweiterung, großteils zwei- oder dreigeschossiger Zeilenbauten mit historisierenden bzw. Jugendstilmotiven (z.B. Am Burggraben 2), circa 1890 bis 1914, sowie kleine Siedlungsbauten für Beamte, 1925–27 | weitere Bilder Fotos hochladen |
| Denkmalzone Villa Sachsen               | Bingen am Rhein, Mainzer Straße 184 Lage | 1843            | bedeutendes Ensemble mit Gartenanlage in landschaftlich großartiger Lage, weitab östlich des Stadtkerns zwischen Weinbergen und Wald zu Füßen des Rochusberges; Kernbau das dreigeschossige spätklassizistische Herrenhaus von 1843, Wintergarten („Rheinsaal“) von 1884/86, Ausbau zum Weingut 1920–23, Gartenanlage im heutigen Erscheinungsbild wohl ab 1898/99 bis circa 1909 mit Kaskaden, Pergola, Nibelungenbrunnen etc.; grundlegende Restaurierung und Ausbau zum Kulturzentrum der Soka Gakkai International – Deutschland 1995–97 | weitere Bilder Fotos hochladen |
| Denkmalzone Winfriedstraße              | Bingen am Rhein, Winfriedstraße 1–5 (ungerade Nummern), 2–10 (gerade Nummern), Mainzer Straße 79 Lage | 1920er Jahre    | Siedlung der 1920er Jahre; vom Heimatstil geprägte Wohnhäuser mit neubarocken und neuklassizistischen Motiven, Mainzer Straße 79 dreigeschossig als Point-de-vue | weitere Bilder Fotos hochladen |
| Denkmalzone Jüdischer Friedhof          | Bingen am Rhein, südlich der Stadt am Nordhang des Rochusberges; Flur In den Hisseln Lage | um 1570/75      | Das langgestreckte Gräberfeld um 1570/75 am steilen bewaldeten Nordhang des Rochusberges als Sprengelfriedhof für die Juden aus Bingen und umliegenden Ortschaften angelegt; ältester lesbarer Grabstein von 1602; 1932 geschändet, letzte Bestattung 1942; an der großteils abgetragenen Trauerhalle von 1878 Spolien von der ehemaligen Neuen Synagoge; im älteren Teil über 600, oft tief in den Boden eingesunkene Grabsteine ab dem 17. Jahrhundert, meist aus Sandstein in klassischer Stelenform und ohne Grabeinfassung; neuer Friedhofsteil planmäßig angelegt. Neben Mainz und Worms größter jüdischer Friedhof Rheinhessens von außerordentlich stimmungsvoller Wirkung; durch die Inschriften erstrangige Quelle für die Geschichte einer der bedeutendsten jüdischen Gemeinden am Mittelrhein. Grabmäler in neuen Friedhofsteil: - J. Sobernheim (gestorben 1869): Obelisk - Fritz Lazarus Seckel (gestorben 1873): monumentaler Sandsteinobelisk - Familie Moritz, 1920er Jahre: Sarkophage - Richard Seligmann (gestorben 1906): hohe Granitstele mit eingestellter Urne - Isaac Simon (gestorben 1908): barockisierender Jugendstil - Elias Simon (gestorben 1911): Jugendstil-Stele mit Relief; stattliche Einfassung - Familie Max Rosenthal: neuklassizistische Grabstätte mit Einfriedung, Stele für Siegfried Rosenthal (gestorben 1916) mit Äskulapstab und Pickelhaube; - Moses Wolf (gestorben 1923): expressionistische Ädikula mit Urne in der orthodoxen Abteilung: - Hermann Lebrecht (gestorben 1917): Jugendstil-Ädikula | weitere Bilder Fotos hochladen |

### Einzeldenkmäler
| Bezeichnung                              | Lage                                                                      | Baujahr                              | Beschreibung | Bild                           |
| ---------------------------------------- | ------------------------------------------------------------------------- | ------------------------------------ | --- | ------------------------------ |
| Drususbrücke                             | Bingen am Rhein, im Zuge der L 417 Lage                                   | Mitte des 11. Jahrhunderts           | ursprünglich siebenbogige Sandsteinquaderbrücke, aus der ersten Hälfte des 11. Jahrhunderts, Kriegsschäden an mehreren Bögen 1689 und 1945, 1951/52 Wiederaufbau und Verbreiterung; frühromanische Brückenkapelle | weitere Bilder Fotos hochladen |
| Stadtbefestigung                         | Bingen am Rhein, Fruchtmarkt 1 etc. Lage                                  | nach 1200                            | von der wohl nach 1200 begonnenen turmbewehrten Stadtmauer mit Einbindung der Burg Klopp (1240er Jahre) erhalten: Mauerzüge an der Burg und südlich des Hospitals, wuchtiger Stumpf des Löhrturms, Reste der Enkerspforte | Fotos hochladen                |
| Villa                                    | Bingen am Rhein, Am Burggraben 3 Lage                                     | 1920                                 | Heimatstil-Villa, 1920, Architekt Choquet | Fotos hochladen                |
| Haustür                                  | Bingen am Rhein, Amtsstraße, an Nr. 15 Lage                               | um 1820/30                           | Haustürblatt, spätklassizistisch, um 1820/30 | Fotos hochladen                |
| Winzerknabe                              | Bingen am Rhein, Amtsstraße, Ecke Basilikastraße Lage                     | um 1880                              | Bronzeskulptur, um 1880, Cauer-Umkreis (?) | Fotos hochladen                |
| Wohnhaus                                 | Bingen am Rhein, Badergasse 2 Lage                                        | Mitte des 18. Jahrhunderts           | herrschaftlicher spätbarocker Mansardwalmdachbau, um die Mitte des 18. Jahrhunderts | weitere Bilder Fotos hochladen |
| Hoftor                                   | Bingen am Rhein, Badergasse, an Nr. 10 Lage                               | Ende des 19. Jahrhunderts            | gründerzeitliche Holzflügel, wohl vom Ende des 19. Jahrhunderts | Fotos hochladen                |
| Villa                                    | Bingen am Rhein, Bahnhofstraße 2 Lage                                     | 1895                                 | schlossartiger Neurokokobau, 1895, Architekt Stanislaus Wojtowski, Wiesbaden | weitere Bilder Fotos hochladen |
| Wohnhaus                                 | Bingen am Rhein, Basilikastraße 1 Lage                                    | Mitte des 18. Jahrhunderts           | spätbarockes Wohnhaus, dreigeschossiger, im Kern barocker Mansardwalmdachbau, um die Mitte des 18. Jahrhunderts, Aufstockung 1883 | Fotos hochladen                |
| Katholische Pfarrkirche St. Martin       | Bingen am Rhein, Basilikastraße 2 Lage                                    | um 1080/1100                         | ehemalige Stiftskirche, salische Hallenkrypta, wohl um 1080/1100; spätgotischer Saal im 15. Jahrhundert erweitert; durchgreifende Restaurierung 1885, Architekt Max Meckel, Frankfurt am Main | weitere Bilder Fotos hochladen |
| Wohnhaus                                 | Bingen am Rhein, Basilikastraße 8 Lage                                    | 18. Jahrhundert                      | dreigeschossiges Wohnhaus, im Kern aus dem 18. Jahrhundert, im 19. Jahrhundert überformt | Fotos hochladen                |
| Wohnhäuser                               | Bingen am Rhein, Cronstraße 3/5/7 Lage                                    | 1899/1900                            | gründerzeitliche Wohnhausgruppe, zweieinhalbgeschossige gotisierende Klinkerbauten, 1899/1900; straßenbildprägend | weitere Bilder Fotos hochladen |
| Portalbekrönung                          | Bingen am Rhein, Dr.-Sieglitz-Straße, an Nr. 17 Lage                      | um 1925                              | Portalbekrönung, Gussrelief, Mitte der 1920er Jahre | Fotos hochladen                |
| Treppenanlage                            | Bingen am Rhein, Frankenstraße Lage                                       | um 1903                              | Treppenanlage, zweiarmig, um 1903, angelehnt an den „Rheinischen Burgenstil“ | Fotos hochladen                |
| Heidenthal’sches Haus                    | Bingen am Rhein, Freidhof 3 Lage                                          | 1780/90                              | dreigeschossiger spätbarocker Putzbau, Zopfstilmotive, 1780/90, Aufstockung und Mansarddach 1863/70 | Fotos hochladen                |
| Portal                                   | Bingen am Rhein, Freidhof, an Nr. 7 Lage                                  | drittes Viertel des 18. Jahrhunderts | Oberlichtportal, spätbarockes Gewände, Rokoko-Türblatt, drittes Viertel des 18. Jahrhunderts | Fotos hochladen                |
| Haferkasten                              | Bingen am Rhein, Freidhof 9 Lage                                          | um 1700                              | auch Stefan-George-Haus; Dreiflügelanlage; barockes Fachwerkhaus, teilweise massiv, um 1700, im Kern spätmittelalterlich; platzbildprägend | weitere Bilder Fotos hochladen |
| Wohn- und Kelterhaus                     | Bingen am Rhein, Gaustraße 46 Lage                                        | 1872                                 | spätklassizistischer Putzbau, bezeichnet 1872, Architekt Josef Choquet II | Fotos hochladen                |
| Sektkellerei Scharlachberg               | Bingen am Rhein, Gaustraße 57/59 Lage                                     | 1927                                 | ehemalige Sektkellerei Scharlachberg; langgestreckte Straßenfront in expressionistisch inspirierten Formen, zwischen Wohnhaus und Betriebshalle sechsgeschossiger Turm, 1927, Architekten Hans (1872–1952) und Christoph Rummel, Frankfurt am Main; Ausstattung des Bürotrakts erhalten; Kellersystem | weitere Bilder Fotos hochladen |
| Wohnhaus                                 | Bingen am Rhein, Gaustraße 63 Lage                                        | 1907                                 | dreigeschossiges Bürgerhaus in barockisierendem Jugendstil, 1907, Architekt Ludwig W. Goebel | Fotos hochladen                |
| Großherzogliches Hauptsteueramt          | Bingen am Rhein, Hafenstraße 3 Lage                                       | 1904–06                              | ehemaliges Großherzogliches Hauptsteueramt, später Zollamt; dreigeschossiger Heimatstilbau, Renaissancemotive, 1904–06 | weitere Bilder Fotos hochladen |
| Alter Hafenkran                          | Bingen am Rhein, Hafenstraße, bei Nr. 3 Lage                              | 1786                                 | verschieferte Holzkonstruktion; kuppelförmige Schweifhaube, Ausleger, im Wesentlichen von 1786 | weitere Bilder Fotos hochladen |
| Berlin-Meilenstein                       | Bingen am Rhein, Hindenburganlage Lage                                    | 1975                                 | Berlin-Meilenstein, Beton, 1975, bezeichnet „BERLIN / 597 KM“ | Fotos hochladen                |
| Städtische Festhalle                     | Bingen am Rhein, Hindenburganlage 3 Lage                                  | 1911–13                              | ehemalige städtische Festhalle; dreigeschossiger Putzbau, klassizierender Neubarock, viergeschossige Eckpavillons, 1911–13, Architekt Robert Leibnitz, Berlin | Fotos hochladen                |
| Hildegardisschule                        | Bingen am Rhein, Holzhauserstraße 10/12/14 Lage                           | 1912/13                              | ehemaliges Institut St. Mariä der Englischen Fräulein, jetzt Hildegardisschule; zwei Walmdachbauten in klassizierendbarockisierendem Heimatstil, 1912/13, Architekt Hans Baptist Becker, Darmstadt | weitere Bilder Fotos hochladen |
| Stefan-George-Gymnasium                  | Bingen am Rhein, In der Eisel 1 Lage                                      | 1909                                 | ehemaliges Großherzogliches Realschulhaus und Progymnasium, jetzt Stefan-George-Gymnasium; mächtige Baugruppe, Jugendstilmotive, bezeichnet 1909, Architekt Paul Koch; stadtbildprägend | weitere Bilder Fotos hochladen |
| Wohnhaus                                 | Bingen am Rhein, In der Eisel 2 Lage                                      | 1895                                 | Eckwohnhaus, Klinkerbau, Walmdach, 1895, Architekt Paul Koch | weitere Bilder Fotos hochladen |
| Kapuzinerkirche St. Laurentius           | Bingen am Rhein, Kapuzinerstraße 13 Lage                                  | 1655–58                              | ehemalige Kapuzinerkirche St. Laurentius, jetzt zum Heilig-Geist-Hospital gehörig; barocker Saalbau, 1655–58, Glockentürmchen 1884; Loretokapelle, bezeichnet 1746 | weitere Bilder Fotos hochladen |
| Haustür                                  | Bingen am Rhein, Kaufhausgasse, an Nr. 6 Lage                             | Mitte des 19. Jahrhunderts           | spätklassizistisches Türblatt, Mitte des 19. Jahrhunderts | Fotos hochladen                |
| Wohnhaus                                 | Bingen am Rhein, Kloppgasse 17 Lage                                       | erste Hälfte des 19. Jahrhunderts    | holzverkleidetes klassizistisches Dreifensterhaus, wohl aus der ersten Hälfte des 19. Jahrhunderts | Fotos hochladen                |
| Villa                                    | Bingen am Rhein, Kurfürstenstraße 1 Lage                                  | 1908–11                              | dreiteilige neuklassizistische Villa, 1908–11, Architekt Dominikus Böhm, Offenbach am Main; Garten, Torbogen | weitere Bilder Fotos hochladen |
| Evangelisches Pfarrhaus                  | Bingen am Rhein, Kurfürstenstraße 4 Lage                                  | 1910/11                              | eingeschossiger Mansarddachbau in barockisierendem Heimatstil, 1910/11, Architekt Josef Krichtel | Fotos hochladen                |
| Wohnhaus                                 | Bingen am Rhein, Löhrgasse 2 Lage                                         | frühes 19. Jahrhundert               | holzverkleidetes Wohnhaus, wohl aus dem frühen 19. Jahrhundert | Fotos hochladen                |
| Wohnhaus                                 | Bingen am Rhein, Mainzer Straße 10 Lage                                   | 1864/65                              | spätklassizistisches Bürgerhaus, 1864/65, Architekt Friedrich Zimmer | Fotos hochladen                |
| Wohnhäuser                               | Bingen am Rhein, Mainzer Straße 18/20 Lage                                | 1890/91                              | dreigeschossiges Zwillingshaus, Klinkerbau, Neurenaissance, 1890/91, Architekt Friedrich Zimmer | weitere Bilder Fotos hochladen |
| Wohn- und Geschäftshäuser                | Bingen am Rhein, Mainzer Straße 22/24 Lage                                | 1890                                 | späthistoristisches Doppelwohn- und Geschäftshaus, 1890, Architekt Friedrich Zimmer | weitere Bilder Fotos hochladen |
| Wohnhaus                                 | Bingen am Rhein, Mainzer Straße 29 Lage                                   |                                      | dreigeschossiger Jugendstilbau, Mansarddach | weitere Bilder Fotos hochladen |
| Wohnhaus                                 | Bingen am Rhein, Mainzer Straße 30 Lage                                   | um 1860                              | villenartiges Wohnhaus, spätklassizistische/Neurenaissancemotive, um 1860 | Fotos hochladen                |
| Wohnhaus                                 | Bingen am Rhein, Mainzer Straße 31 Lage                                   | 1905                                 | dreigeschossiges späthistoristisches Wohnhaus, 1905, Architekt Heinrich Schlapp | Fotos hochladen                |
| Wohnhaus                                 | Bingen am Rhein, Mainzer Straße 32 Lage                                   | um 1864                              | villenartiges spätklassizistisches Wohnhaus, um 1864. Das Haus wurde im Auftrag des Champagner-Produzenten, Bürgermeisters und Abgeordneten Ferdinand Allmann erbaut. | Fotos hochladen                |
| Wohnhaus                                 | Bingen am Rhein, Mainzer Straße 33 Lage                                   | 1880                                 | dreigeschossiger kubischer Putzbau, spätklassizistische und Neurenaissancemotive, 1880, Architekt Ludwig W. Goebel; straßenbildprägend | Fotos hochladen                |
| Wohnhaus                                 | Bingen am Rhein, Mainzer Straße 35 Lage                                   | 1899                                 | barockisierendes Zeilenwohnhaus, 1899, Architekt Stanislaus Wojtowski, Wiesbaden | Fotos hochladen                |
| Wohnhaus                                 | Bingen am Rhein, Mainzer Straße 36 Lage                                   | 1899                                 | schlossartiger Neubarockbau, 1899, Architekten Julius Busch und Carl Moritz, Köln | Fotos hochladen                |
| Wohnhaus                                 | Bingen am Rhein, Mainzer Straße 40 Lage                                   | 1889                                 | dreigeschossiger späthistoristischer Klinkerbau, 1889, Architekt Jacob Dierdorf, Koblenz | Fotos hochladen                |
| Postamt                                  | Bingen am Rhein, Mainzer Straße 43 Lage                                   | 1955/56                              | ehemaliges Postamt, zeittypischer Stahlbetonskelettbau, Rasterfassade, 1955/56 | weitere Bilder Fotos hochladen |
| Evangelische Johanneskirche              | Bingen am Rhein, Mainzer Straße 44 Lage                                   | 1858–60                              | Kalksteinquadersaal im Rundbogenstil, 1858–60, Architekt Eduard Köhler | Fotos hochladen                |
| Amtsgericht                              | Bingen am Rhein, Mainzer Straße 52 Lage                                   | 1938                                 | neuklassizistischer Walmdachbau, 1938; stadtbildprägend | weitere Bilder Fotos hochladen |
| Draisbrunnen                             | Bingen am Rhein, Mainzer Straße, bei Nr. 52 Lage                          | frühes 19. Jahrhundert               | klassizistische Brunnenfassade, frühes 19. Jahrhundert, Wasserleitung mittelalterlich | weitere Bilder Fotos hochladen |
| Wohnhäuser                               | Bingen am Rhein, Mainzer Straße 54/56 Lage                                | 1897                                 | schlossartiges Doppelwohnhaus, bezeichnet 1897, Architekt Ludwig W. Goebel; Kelleranlagen; straßenbildprägend | weitere Bilder Fotos hochladen |
| Villa                                    | Bingen am Rhein, Mainzer Straße 57/59 Lage                                | 1840er Jahre                         | spätklassizistische Villa, 1840er Jahre, mit Ausstattung; seitlich ehemalige Ökonomie, vorgelagerter Park mit Eisengitterzaun | Fotos hochladen                |
| Turm                                     | Bingen am Rhein, Mainzer Straße, an Nr. 60 Lage                           | 1890                                 | dreigeschossiger Belvedereturm, Säulenaltan, 1890 | Fotos hochladen                |
| Villa                                    | Bingen am Rhein, Mainzer Straße 64 Lage                                   | 1898                                 | Villa, Neurokoko, 1898, Architekt Stanislaus Wojtowski, Wiesbaden | weitere Bilder Fotos hochladen |
| Wohnhaus                                 | Bingen am Rhein, Mainzer Straße 68 Lage                                   | 1883/84                              | villenartiger spätklassizistischer Gründerzeitbau, 1883/84, Architekt Wilhelm Dulcius, Aufstockung 1906; Nebengebäude 1893; im Hof drei Allegorien | weitere Bilder Fotos hochladen |
| Wohnhaus                                 | Bingen am Rhein, Mariahilfstraße 1 Lage                                   | 1908/09                              | dreigeschossiges historistisches Wohnhaus, Jugendstileinfluss, 1908/09, Architekt Heinrich Schlapp | Fotos hochladen                |
| Gesundheitsamt                           | Bingen am Rhein, Mariahilfstraße 14 Lage                                  | 1891/92                              | Dienst- und Wohngebäude in der Art französischer Schlossbauten, 1891/92 | weitere Bilder Fotos hochladen |
| Bildstock                                | Bingen am Rhein, Mariahilfstraße, bei Nr. 14 Lage                         | 1856                                 | gotisierender Bildstock, bezeichnet 1856 | Fotos hochladen                |
| Spolie                                   | Bingen am Rhein, Marschallgasse, an Nr. 2 Lage                            | 1676                                 | barocker Wappenstein, bezeichnet 1676 | Fotos hochladen                |
| Weingut                                  | Bingen am Rhein, Martinstraße 2 Lage                                      | um 1860                              | ehemaliges Weingut Weinand-Lautensack; spätklassizistisches Eckwohnhaus, um 1860; straßenbildprägend | weitere Bilder Fotos hochladen |
| Historisches Museum am Strom             | Bingen am Rhein, Museumstraße 3 Lage                                      | 1898                                 | ehemaliges Elektrizitätswerk, jetzt Historisches Museum am Strom – Hildegard von Bingen; neugotischer Bau, bezeichnet 1898, Architekten Paul Koch und Friedrich Zimmer, Maschinenhalle um 1910 erweitert | weitere Bilder Fotos hochladen |
| Spolien                                  | Bingen am Rhein, Neugasse, an Nr. 6 Lage                                  | 1587                                 | Spolien vom 1974 abgebrochenen Sponheimer Hof, Torbogen und Kastenerker, 1587 | Fotos hochladen                |
| Studentenschule                          | Bingen am Rhein, Pfarrhofstraße 1 Lage                                    | 1718                                 | ehemalige Studentenschule (Lateinschule, Gymnasium); dreigeschossiger barocker Mansardwalmdachbau, bezeichnet 1718 | Fotos hochladen                |
| Gasthaus „Zum Alten Rathaus“             | Bingen am Rhein, Rathausstraße 28 Lage                                    | Mitte des 19. Jahrhunderts           | ehemaliges Weinhaus Puderbach; dreigeschossiger Winkelbau, teilweise Fachwerk (verputzt), Mitte des 19. Jahrhunderts | Fotos hochladen                |
| Restaurationsgebäude                     | Bingen am Rhein, Rheinkai 16 Lage                                         | 1899/1900                            | ehemaliges „Restaurationsgebäude“, viergeschossiger späthistoristischer Repräsentationsbau, teilweise Fachwerk, 1899/1900, Architekt Jacob Karst, Bad Kreuznach | weitere Bilder Fotos hochladen |
| Spolie                                   | Bingen am Rhein, Rheinstraße, an Nr. 2/4 Lage                             |                                      | neugotische Maßwerkrose der Alten Synagoge | weitere Bilder Fotos hochladen |
| Ämterhaus                                | Bingen am Rhein, Rochusallee 2 Lage                                       | 1901–03                              | ehemaliges Großherzogliches Kreisamt (Landratsamt) mit Steuergebäude, jetzt Ämterhaus; monumentale drei- bis viergeschossige Baugruppe, Porphyrbruchstein, Quarzitstützmauer bezeichnet 1901–03, Architekten Karl Hofmann und Reinhard Klingelhöffer | weitere Bilder Fotos hochladen |
| Technische Hochschule Bingen             | Bingen am Rhein, Rochusallee 4 Lage                                       | 1898                                 | ehemaliges Rheinisches Technikum; Dreiflügelanlage; viergeschossiger spätgründerzeitlicher Klinkerbau, 1898, Architekten wohl Paul Koch und Hermann Hoepke | weitere Bilder Fotos hochladen |
| Finanzamt                                | Bingen am Rhein, Rochusallee 10 Lage                                      | 1927                                 | Finanzamt, viergeschossiger klassizierender Walmdachbau, 1927, Architekt Friedrich Lauer, Darmstadt; straßenbildprägend | weitere Bilder Fotos hochladen |
| Casa Angelina                            | Bingen am Rhein, Rochusallee 22 Lage                                      | 1924                                 | mittelalterlich-romantisierende Villa, 1924, Architekt August Dauber | weitere Bilder Fotos hochladen |
| Josefskapellchen                         | Bingen am Rhein, Rochusallee, gegenüber Nr. 70 Lage                       | 19. Jahrhundert                      | neubarocke Wegekapelle, 19. Jahrhundert; drei Holzskulpturen | Fotos hochladen                |
| Wohnhäuser                               | Bingen am Rhein, Rochusstraße 4/6 Lage                                    | 1901                                 | Doppelwohnhaus, dreigeschossige Mansarddachbauten, Neurenaissancemotive, bezeichnet 1901, Architekt Ludwig W. Goebel | weitere Bilder Fotos hochladen |
| Schulhaus                                | Bingen am Rhein, Rochusstraße 8 Lage                                      | 1900/01                              | ehemalige Höhere Töchterschule; gründerzeitlicher Walmdachbau, 1900/01, Architekt Ludwig W. Goebel | Fotos hochladen                |
| Seitentrakt der Neuen Synagoge           | Bingen am Rhein, Rochusstraße 10 Lage                                     | 1903–05                              | Seitentrakt des romanisierenden sandsteinverblendeten Baus, 1903–05, Architekt Ludwig Levy, Karlsruhe | weitere Bilder Fotos hochladen |
| Wohnhaus                                 | Bingen am Rhein, Rochusstraße 15 Lage                                     | 1903/04                              | zweieinhalbgeschossiges späthistoristischer Ziegelbau, 1903/04, Architekt Josef Mockenhaupt, Boppard | Fotos hochladen                |
| Spolien                                  | Bingen am Rhein, Salzstraße, an Nr. 3 Lage                                | 1691                                 | Eckkonsolen, Wappenschild, bezeichnet 1691 | Fotos hochladen                |
| Wohn- und Geschäftshaus                  | Bingen am Rhein, Salzstraße 4 Lage                                        | um 1700                              | barockes Wohn- und Geschäftshaus, teilweise verkleidetes Fachwerk, um 1700 | Fotos hochladen                |
| Wohn- und Geschäftshaus                  | Bingen am Rhein, Salzstraße 20 Lage                                       | frühes 18. Jahrhundert               | barockes Wohn- und Geschäftshaus, teilweise verputztes Fachwerk, wohl aus dem frühen 18. Jahrhundert mit älteren Teilen | Fotos hochladen                |
| Villa Katharina                          | Bingen am Rhein, Schillerstraße 1 Lage                                    | 1902/03                              | burgartiger historistischer Bruchsteinbau, 1902/03, Architekt Hans Best, Bad Kreuznach | weitere Bilder Fotos hochladen |
| Wohnhäuser                               | Bingen am Rhein, Schloßbergstraße 41/43 Lage                              | 1898                                 | Doppelwohnhaus, spätgründerzeitlicher Klinkerbau, bezeichnet 1898, Architekt Johann Hubatschek | Fotos hochladen                |
| Wohnhaus                                 | Bingen am Rhein, Schlüsselgasse 15, Kloppgasse 19 Lage                    | 19. Jahrhundert                      | zweiteilige, im Kern wohl barocke U-förmige Baugruppe, Mansarddachbauten, teilweise verbrettertes Fachwerk, 19. Jahrhundert | Fotos hochladen                |
| Haus Puricelli                           | Bingen am Rhein, Speisemarkt 3 Lage                                       | 1789                                 | auch „Haus Zimmer“; palaisartiger spätbarocker Mansardwalmdachbau, angeblich von 1789, Architekt wohl Jakob Josef Schneider, Ladeneinbau 1906; platzbildprägend | Fotos hochladen                |
| Adler-Apotheke                           | Bingen am Rhein, Speisemarkt 7 Lage                                       | 1710                                 | dreigeschossiger, im Kern barocker Mansarddachbau mit Ladenarkaden, bezeichnet 1710, Aufstockung 1852; spätklassizistische Innenausstattung des Offizin | Fotos hochladen                |
| Portal                                   | Bingen am Rhein, Speisemarkt, an Nr. 14 Lage                              | um 1700                              | Eckportal mit skulptiertem Schlussstein, um 1700 | weitere Bilder Fotos hochladen |
| Stellwerk                                | Bingen am Rhein, Vorstadt ohne Nummer Lage                                | 1937                                 | Brückenstellwerk am Bahnhof Bingen, Formen der Neuen Sachlichkeit, 1937, Architekt Hans Kleinschmidt, Mainz | weitere Bilder Fotos hochladen |
| Keller                                   | Bingen am Rhein, Vorstadt, unter Nr. 34 Lage                              | 1585                                 | gewölbter Stützenkeller, bezeichnet 1585 | BW                             |
| Goethehaus                               | Bingen am Rhein, Vorstadt 40/42 Lage                                      | vor 1665                             | ehemaliger Gasthof „Zum Weißen Ross“ (Goethehaus); dreigeschossiger Putzbau, im Kern vor 1665, klassizistische Fassade wohl um 1830; Nr. 40 Umbau 1907, Nr. 42 bezeichnet 1808 | Fotos hochladen                |
| Haustür                                  | Bingen am Rhein, Vorstadt, an Nr. 46 Lage                                 | erste Hälfte des 19. Jahrhunderts    | klassizistisches Türblatt, erste Hälfte des 19. Jahrhunderts | Fotos hochladen                |
| Hofpforte                                | Bingen am Rhein, Vorstadt, an Nr. 50 Lage                                 | 18. Jahrhundert                      | Hofpforte, barock, 18. Jahrhundert | Fotos hochladen                |
| Neuer christlicher Friedhof              | Bingen am Rhein, Waldstraße, bei Nr. 50 Lage                              | 1910                                 | auch Waldfriedhof; auf einem Hanggrundstück des Rochusberges unterhalb des jüdischen Friedhofs am Waldrand; terrassiertes Gelände, 1910 angelegt, mehrfach erweitert; zahlreiche Einzeldenkmäler: - malerische Baugruppe von Friedhofskapelle (barockisierender Jugendstilbau) und -wärterhaus (Krüppelwalmdachbau), bezeichnet 1910 - Denkmal 1914/18 vom Kriegerverein Bingen, 1920er Jahre; - in Abteilung 9/5: Grabmal Hans Brückner († 1917) und Familie Pfeifer, bildstockartiger Mittelteil mit Pietà-Relief, Kunststein - in Abteilung 10/6: Grabmal Heinrich Ohler († 1920), in klassizierender Kunststein-Ädikula Bildnis des kreuztragenden Christus - in Abteilung 15A/7: Grabmal Bildhauer- und Steinmetzfamilie Karl Landvogt († 1935), dreiseitig gebrochene Front, seitlich Kreuzreliefs, mittig große, fast freiplastische Engelsfigur als Nachklang des Jugendstils; Einfriedung mit expressionistisch angeregtem Dekor - in Abteilung 15A/8: Grabmal Speditionsunternehmer Friedrich Vogt, um 1920, neuklassizistische Schauwand, im Zentrum Ädikula mit Relief - in Abteilung 15/17: Grabmal Jakob Kasper († 1935), stattliches klassizierendes Familiengrab - in Abteilung 18/2: Grabmal Karl Ludwig Bretz († 1910), Anlage in spätem Jugendstil, schmiedeeiserne Einfriedung - in Abteilung 18/5: Grabmal Josef Hassemer († 1913), Ädikula, Bronzerelief bezeichnet W. Feldmann - in Abteilung 18/9: Grabmal Familie Huy-Allgayer, um 1912, aufwändig gestaltete Schauwand mit reliefierter Stele - in Abteilung 24/10: Grabmal Grabstätte der Barmherzigen Schwestern vom Heiligen Karl Borromäus des Heilig-Geist-Hospitals, um 1930, friesartig aufgereihte Inschrifttafeln mit expressionistischem Dekor, Kreuzigungsgruppe - in Abteilung 24/5: Grabmal Familie Wilbertz-Fuhry († 1988), Todesgenius vor Kreuz, 1920er Jahre - in Abteilung 24/3: Grabmal Familie des Fabrikanten Philipp Ziegler († 1930), klassizierende reliefierte Sandsteinstele, bezeichnet „R. Cauer Darmstadt 1921“ - in Abteilung 26/2: Grabmal August Polex (gefallen 1915), neuklassizistisches Kenotaph - in Abteilung 28/6: Grabmal Heinrich Böcking († 1925), Bronze- und Sandsteinrelief - in Abteilung 31/10: Grabmal Carl Hilsdorf († 1926), vor gestaffelter Rückwand Figur einer Trauernden, Muschelkalk - in Abteilung 33/1: Grabmal Sanitätsrat Dr. Josef Müller († 1927), aus Granitblöcken gefügt, in Nische Bronzebildnis | Fotos hochladen                |
| Kaiser-Friedrich-Turm                    | Bingen am Rhein, südlich der Stadt auf dem Rochusberg Lage                | 1887                                 | gotisierender Bruchsteinbau, bezeichnet 1887, Architekten Anton Louis und Johann Doll | Fotos hochladen                |
| Katholische Wallfahrtskapelle St. Rochus | Bingen am Rhein, östlich der Stadt, An der Rochuskapelle ohne Nummer Lage | 1891–95                              | hochbedeutende Wallfahrtskirche im Stil der rheinischen Spätgotik, 1891–95, Architekt Max Meckel, Frankfurt am Main; vorgelagert neugotische Bethlehemkapelle, Vierstützenoktogon; Gartenanlage von Stadtgärtner Andreas Weber, Frankfurt am Main | weitere Bilder Fotos hochladen |
| Oblatenkloster St. Rupertus              | Bingen am Rhein, östlich der Stadt, An der Rochuskapelle 3 Lage           | 1907–09                              | historistische Baugruppe, 1907–09, Architekt Max und Carl Anton Meckel, Freiburg | weitere Bilder Fotos hochladen |
| Hissele Bild                             | Bingen am Rhein, östlich der Stadt, Rochusallee Lage                      | 1868                                 | Marienkapelle nach Vorbild der Kapelle „Roter Hahn“ (Koblenz-Arenberg), 1868, Architekt Josef Choquet | Fotos hochladen                |

## Bingerbrück

### Einzeldenkmäler
| Bezeichnung                                            | Lage                                                                         | Baujahr                           | Beschreibung | Bild                           |
| ------------------------------------------------------ | ---------------------------------------------------------------------------- | --------------------------------- | --- | ------------------------------ |
| Kloster Rupertsberg                                    | Bingerbrück, Am Rupertsberg 16 Lage                                          | ab dem 12. Jahrhundert            | ehemaliges Benediktinerinnenkloster; romanische Mittelschiffarkaden, 12. Jahrhundert; spätgotisches Portal, um 1498; mittelalterliche/frühneuzeitliche Kelleranlage; Hildegardisbrunnen; Überreste der Klosterkirche erhalten in „Haus Herter“, herrschaftliche Villa, Mansardwalmdachbau, 1920 mit Teilen des 19. Jahrhunderts | weitere Bilder Fotos hochladen |
| Meilenstein                                            | Bingerbrück, Drususstraße, gegenüber Nr. 33 Lage                             | 1818                              | in die Stützmauer der B 9 vermauerter preußischer Ganzmeilenstein, Basaltobelisk, 1818 | Fotos hochladen                |
| Wohnhäuser                                             | Bingerbrück, Gustav-Adolf-Straße 1, Gutenbergstraße 14 Lage                  | frühe 1920er Jahre                | ehemalige Offizierswohnungen, zwei villenartige Putzbauten mit Gärten, frühe 1920er Jahre; straßenbildprägend | weitere Bilder Fotos hochladen |
| Katholische Pfarrkirche St. Rupertus und St. Hildegard | Bingerbrück, Gutenbergstraße 2 Lage                                          | 1890–92                           | neuromanische Bruchstein-Basilika, Doppelturmfassade, 1890–92, Architekten Carl Rüdell und Richard Odenthal, Köln | weitere Bilder Fotos hochladen |
| Villa                                                  | Bingerbrück, Koblenzer Straße 32/34 Lage                                     | 1906/07                           | neubarocke Doppelvilla, Mansardwalmdach, 1906/07 | Fotos hochladen                |
| Evangelische Gustav-Adolf-Kirche                       | Bingerbrück, Koblenzer Straße 33 Lage                                        | 1894/95                           | neugotischer Zentralbau, Bruchstein, 1894/95; Architekt Hermann Cuno, Koblenz; ortsbildprägend | Fotos hochladen                |
| Villa „Schloss Wilhelm“                                | Bingerbrück, Stromberger Straße, an Nr. 28a Lage                             | 1860                              | Überreste der Villa „Schloss Wilhelm“; neugotischer Rundturm, 1860, Architekt Jakob Wilhelm; zwei Allegorien, 1881, J. B. Scholl der Jüngere | weitere Bilder Fotos hochladen |
| Mäuseturm                                              | Bingerbrück, nördlich der Ortslage auf der Mäuseturminsel im Rhein Lage      | erste Hälfte des 14. Jahrhunderts | neugotischer Wachturm, im Kern wohl aus der ersten Hälfte des 14. Jahrhunderts, Ruine 1856–58 in der Art der Rheinromantik restauriert | weitere Bilder Fotos hochladen |
| Stellwerk Bingerbrück Kreuzbach                        | Bingerbrück, nordwestlich der Ortslage an der B 9 Lage                       | 1935/36                           | turmartiger Bruchsteinbau und Fußgängerbrücke (Stahlskelettkonstruktion), 1935/36, Architekt Hans Kleinschmidt, Mainz | weitere Bilder Fotos hochladen |
| Grabmal                                                | Bingerbrück, südlich der Ortslage auf dem Friedhof (Stromberger Straße) Lage | um 1917                           | Friedhof 1881 angelegt, mehrfach erweitert; neuklassizistisches Grabmal Herter († 1917), Ädikula mit segnendem Christus nach Bertel Thorvaldsen | Fotos hochladen                |

## Büdesheim

### Denkmalzonen
| Bezeichnung            | Lage                                    | Baujahr                | Beschreibung | Bild            |
| ---------------------- | --------------------------------------- | ---------------------- | --- | --------------- |
| Denkmalzone Burgbezirk | Büdesheim, Pfarrer-Michel-Straße 2 Lage | ab dem 13. Jahrhundert | ehemaliger Burgbezirk der im 13. Jahrhundert gegründeten, zuletzt 1796/97 zerstörten und wiederhergestellten Burganlage, ab 1916 Gärtnerei; inmitten des weitläufigen, von mittelalterlicher „Burgmauer“ und Gartenmauer des 19. Jahrhunderts umschlossenen Geländes herrschaftliche Villa, 1919/20, Architekt F. Tölg, im Privatgarten Gartenhaus um 1920, Rokoko-Gartentor um 1760 | Fotos hochladen |

### Einzeldenkmäler
| Bezeichnung                                        | Lage                                                              | Baujahr                 | Beschreibung | Bild                           |
| -------------------------------------------------- | ----------------------------------------------------------------- | ----------------------- | --- | ------------------------------ |
| Schulhaus                                          | Büdesheim, Am Entenbach 5 Lage                                    | 1828                    | ehemaliges Schulhaus, klassizistischer Putzbau, 1828 | Fotos hochladen                |
| Kleinekapellchen                                   | Büdesheim, Berlinstraße, hinter Nr. 76 Lage                       |                         | Muttergotteskapelle, historisierender Klinkerbau, 1888 | Fotos hochladen                |
| Altes Rathaus                                      | Büdesheim, Burgstraße 2 Lage                                      | 1539                    | spätgotischer Massivbau, bezeichnet 1539, Umbau 1780 | Fotos hochladen                |
| Schulhaus                                          | Büdesheim, Burgstraße 15 Lage                                     | 1855                    | ehemaliges Schulhaus, gotisierender Bruchsteinbau, bezeichnet 1855 | Fotos hochladen                |
| Hofanlage                                          | Büdesheim, Burgstraße 38 Lage                                     | 16. und 17. Jahrhundert | Parallelhof; barockes Fachwerkhaus, verkleidet, im Kern aus dem 16. und 17. Jahrhundert | Fotos hochladen                |
| Torbogen                                           | Büdesheim, Burgstraße, an Nr. 75 Lage                             | 18. Jahrhundert         | Hoftorbogen, barock, 18. Jahrhundert | Fotos hochladen                |
| Hofanlage                                          | Büdesheim, Burgstraße 87 Lage                                     | 1858                    | Hofanlage, bezeichnet 1858; dreigeschossiger Walmdachbau, dreiseitige Ökonomie | Fotos hochladen                |
| Kau’sches Haus                                     | Büdesheim, Burgstraße 100 Lage                                    | 17. Jahrhundert         | barockes Fachwerkhaus, 17. Jahrhundert, Torbogen bezeichnet 1654; straßenbildprägend | Fotos hochladen                |
| Evangelische Christuskirche                        | Büdesheim, Dromersheimer Chaussee 1 Lage                          | 1962/63                 | Betonskelettbau, Kreuzdach, Kampanile, 1962/63, Architekt Gerhard Hauss, Heidelberg; bauliche Gesamtanlage mit Pfarrhaus, Gemeindehaus und Kindergarten | weitere Bilder Fotos hochladen |
| Wohn- und Verwaltungsgebäude                       | Büdesheim, Hitchinstraße 36 Lage                                  | 1901                    | ehemals „Deutsche Weinkellereien GmbH“; repräsentatives neugotisches Wohn- und Verwaltungsgebäude, bezeichnet 1901 | Fotos hochladen                |
| Josefskapellchen                                   | Büdesheim, Kapellenweg Lage                                       | 1891                    | neugotischer Bildstock, Rotsandstein, bezeichnet 1891 | Fotos hochladen                |
| Wegekreuz                                          | Büdesheim, Ockenheimer Chaussee, bei Nr. 10 Lage                  | 1752                    | Wegekreuz, spätbarock, bezeichnet 1752 und 1909 (renoviert) | Fotos hochladen                |
| Katholische Pfarrkirche St. Aureus und St. Justina | Büdesheim, Pfarrer-Michel-Straße 4 Lage                           | ab dem 12. Jahrhundert  | romanischer Westturm, wohl aus dem 12. Jahrhundert, spätbarocker Saal, bezeichnet 1756, neuromanische Erweiterung 1865/66, Architekten Friedrich Müller und Eduard Köhler | Fotos hochladen                |
| Lourdes-Grotte                                     | Büdesheim, Pfarrer-Michel-Straße, bei Nr. 4 Lage                  | 1913                    | Lourdes-Grotte, Basaltlava mit originalen Figuren und Eisengitter, 1913 | Fotos hochladen                |
| Kriegerdenkmal                                     | Büdesheim, Pfarrer-Michel-Straße, bei Nr. 4 Lage                  | 1922                    | Kriegerdenkmal 1914/18, Muschelkalk, über altarförmigem Unterbau Christus mit sterbendem Soldaten, 1922 von T. und H. Christmann | Fotos hochladen                |
| Kreuzigungsgruppe                                  | Büdesheim, Pfarrer-Michel-Straße, bei Nr. 4 am Westturm Lage      | 1654                    | Kreuzigungsgruppe, bezeichnet 1654 | Fotos hochladen                |
| Grabmäler                                          | Büdesheim, Pfarrer-Michel-Straße, bei Nr. 4 auf dem Kirchhof Lage | 18. und 19. Jahrhundert | an der südlichen Einfriedung des alten Kirchhofs verwitterte Grabplatten des 18. Jahrhunderts und eine Gruppe klassizistischer Rotsandsteingrabmäler: - Anton Kollei († 1824), wuchtige Säule - Georg Paul Braden († 1825): akroterienbekrönt mit Kantharosrelief - Magdalena Schodles geborene de Lorenzi († 1830): halbkreisförmiger Giebel - anonym: Relief einer Kreuzigungsgruppe | Fotos hochladen                |
| Friedhofsarchitektur und Grabmäler                 | Büdesheim, Pfarrer-Michel-Straße, bei Nr. 4 Lage                  | 19. und 20. Jahrhundert | auf der Friedhofserweiterung des 19. Jahrhunderts: - großteils erhaltene Umfassungsmauer - ehemaliges Feldkreuz, 1891 - an der Süd- und Ostmauer: Kreuzweg, vermutlich aus den 1920er Jahren, expressive Kunststeinreliefs - großfigurige Kreuzigungsgruppe auf Altarsockel, 1859 - Grabmäler - am Nordrand des Friedhofs: Carl Johann Baptist George († 1860), Sandsteinstele, flankiert von gusseisernen Kreuzen für Susanne George geborene Schneider († 1833) und Johann Baptist George († 1853) - am Nordrand des Friedhofs: Etienne George († 1888), Grabplatte - am Nordrand des Friedhofs: Marie Katharina Antoinette Braden geborene Brun († 1866) und andere, Stele mit Nischenfigur der Muttergottes - am Nordrand des Friedhofs: Familie Johann Schmitt († 1861), hoher Sandsteinpfeiler mit Kreuz und Rankenwerk - am Nordrand des Friedhofs: Familie Gustav Eckert (um 1930), Pietà - am Südrand des Friedhofs: Eheleute Jacob May († 1903), neuromanische Stele mit Relief der Grablegung - nächst der Kirche: Jacob Nostadt († 1910), zu Füßen eines Kreuzes toter Christus - nächst der Kirche: Friedrich August Braden († 1851), neugotische Stele mit Kreuzaufsätzen und Kreuzblumen - inmitten der Anlage: Familie Dupont-Gehres (zweite Hälfte des 19. Jahrhunderts): gotisierendes Gusseisenkruzifix mit Engel | Fotos hochladen                |
| Wohnhaus                                           | Büdesheim, Saarlandstraße 70 Lage                                 | 1899                    | späthistoristischer Klinkerbau, Krüppelwalmdach, 1899, Architekt Stanislaus Wojtowski, Wiesbaden | Fotos hochladen                |
| Annenhof                                           | Büdesheim, Saarlandstraße 94 Lage                                 | 1921/22                 | ehemalige staatliche Weinbaudomäne; dreiteiliger neuklassizistisch geprägter Heimatstilbau, 1921/22 | Fotos hochladen                |
| Relief                                             | Büdesheim, Saarlandstraße, an Nr. 127 Lage                        | 1919                    | Gussrelief, figürliche Darstellungen, 1919 | Fotos hochladen                |
| Güterstein                                         | Büdesheim, Saarlandstraße, hinter Nr. 149 Lage                    | 1719                    | Güterstein, Wappen von Fürstabt Constantin von Buttlar, wohl von 1719 | Fotos hochladen                |
| Portal                                             | Büdesheim, Saarlandstraße, an Nr. 150 Lage                        | 1727                    | Portalgewände, barock, bezeichnet 1727 | Fotos hochladen                |
| Skulptur                                           | Büdesheim, Saarlandstraße, an Nr. 158 Lage                        | 1733                    | Hl. Johann von Nepomuk, Barockskulptur, bezeichnet 1733 | BW                             |
| Weingut                                            | Büdesheim, Saarlandstraße 176 Lage                                | 19. Jahrhundert         | ehemaliges Weingut mit dem sogenannten Haus der 100 Fenster; Vierseithof, 19. Jahrhundert; langgestreckter Bruchsteinbau, wohl vor 1856; platzbildprägend | Fotos hochladen                |
| Torbogen                                           | Büdesheim, Saarlandstraße, an Nr. 180 Lage                        | 1698                    | Torbogen, barock, skulptierter Schlussstein, bezeichnet 1698 | Fotos hochladen                |
| Weingut Junghof-Hütwohl                            | Büdesheim, Saarlandstraße 206/208 Lage                            | um 1860                 | stimmungsvolles Ensemble aus spätklassizistischem Wohnhaus, um 1860 und repräsentativem Kombinationsbau mit Kelterhalle, bezeichnet 1919, und Kontor sowie Weinwirtschaft mit Garten | Fotos hochladen                |
| Wendelskapellchen                                  | Büdesheim, nördlich des Ortes; Flur Im Leimen Lage                | 1869                    | Maria-Hilf-Kapelle, historisierender Backsteinbau, 1869, Architekten Heidenthal und Zimmer | weitere Bilder Fotos hochladen |
| Aller-Seelen-Kreuz                                 | Büdesheim, nördlich des Ortes; Flur Mauspfad Lage                 | 18. Jahrhundert         | auch „Greschekreuz“; barockes Wegekreuz, reliefierter Schaft, 18. Jahrhundert (Korpus erneuert) | Fotos hochladen                |

## Dietersheim

### Einzeldenkmäler
| Bezeichnung                                              | Lage                                                           | Baujahr                 | Beschreibung | Bild                           |
| -------------------------------------------------------- | -------------------------------------------------------------- | ----------------------- | --- | ------------------------------ |
| Wohnhaus                                                 | Dietersheim, Nahestraße 27 Lage                                | um 1700                 | barockes Fachwerkhaus, um 1700                                                                                       | Fotos hochladen                |
| Schulhaus                                                | Dietersheim, Nahestraße 29 Lage                                | 1878                    | ehemaliges Schulhaus; spätklassizistischer Sandsteinquaderbau, bezeichnet 1878, Architekt Friedrich Zimmer           | Fotos hochladen                |
| Katholische Pfarrkirche St. Gordianus und Epimachus      | Dietersheim, Saarlandstraße 329 Lage                           | 1910–12                 | neugotische Basilika, 1910–12, Architekt Johann Adam Rüppel, Bonn; ortsbildprägend                                   | weitere Bilder Fotos hochladen |
| Kriegerdenkmal                                           | Dietersheim, Saarlandstraße, bei Nr. 366 auf dem Friedhof Lage | 1922                    | Friedhof 1890 angelegt; Kriegerdenkmal 1914/18, Kunststein, auf kubischem Unterbau kniender Soldat mit Gewehr, 1922  | Fotos hochladen                |
| Wegekapelle                                              | Dietersheim, Zur Mühle, bei Nr. 29 Lage                        | 1920er Jahre            | Wegekapelle, historisierend, wohl aus den 1920er Jahren                                                              | Fotos hochladen                |
| Alte katholische Pfarrkirche St. Gordianus und Epimachus | Dietersheim, Zur Mühle 47 Lage                                 |                         | Saalbau, im Kern romanisch, Veränderungen des 16. bis 18. Jahrhunderts, Turm bezeichnet 1391                         | Fotos hochladen                |
| Heiligenhäuschen und Grabmäler                           | Dietersheim, Zur Mühle, bei Nr. 47 Lage                        | 19. und 20. Jahrhundert | auf dem ummauerten Kirchhof: - Heiligenhäuschen um 1900 - Grabmäler des 19. Jahrhunderts - Ehrengräberfeld nach 1945 | weitere Bilder Fotos hochladen |

## Dromersheim

### Denkmalzonen
| Bezeichnung                    | Lage                                                                         | Baujahr | Beschreibung | Bild                           |
| ------------------------------ | ---------------------------------------------------------------------------- | ------- | --- | ------------------------------ |
| Denkmalzone Jüdischer Friedhof | Dromersheim, nordöstlich des Ortes am Jakobsberg; Flur Auf dem Hörnchen Lage | um 1850 | um 1850 angelegt; 12 auf Betonsockeln neu aufgestellte Grabsteine, 1888 bis 1932: - Eheleute Carl Mayer (gestorben 1888), Rotsandsteinstele in Form von Gesetzestafeln - Michael Mayer (gestorben 1894), Obelisk - Carl Mayer (gestorben 1902), Granitsäule mit Draperie und Bronzerelief | weitere Bilder Fotos hochladen |

### Einzeldenkmäler
| Bezeichnung                                | Lage                                            | Baujahr                 | Beschreibung | Bild                           |
| ------------------------------------------ | ----------------------------------------------- | ----------------------- | --- | ------------------------------ |
| Schulhaus                                  | Dromersheim, Bleichstraße 5 Lage                | 1878                    | ehemaliges Schulhaus; spätklassizistischer Hausteinbau, bezeichnet 1878, Architekt wohl Ferdinand Illert | Fotos hochladen                |
| Katholischer Pfarrhof                      | Dromersheim, Pfarrgasse 7 Lage                  | 18. und 19. Jahrhundert | ehemaliger katholischer Pfarrhof, 18. und 19. Jahrhundert; Krüppelwalmdachbau 1712–14, Umbau 1869; platzbildprägend | BW                             |
| Hofanlage                                  | Dromersheim, Rheinhessenstraße 47 Lage          | 18. Jahrhundert         | Streckhof, 18. Jahrhundert; im Kern barockes Wohnhaus, teilweise Fachwerk, verputzt | Fotos hochladen                |
| Katholische Pfarrkirche St. Peter und Paul | Dromersheim, Rheinhessenstraße 54 Lage          | 1775/76                 | spätbarocker Saalbau, 1775/76, Architekt Jakob Joseph Schneider, im Kern wohl romanischer Turm, bezeichnet 1707 und 1718 | weitere Bilder Fotos hochladen |
| Friedhofarchitektur und Grabmäler          | Dromersheim, Rheinhessenstraße, bei Nr. 54 Lage | 18. bis 20. Jahrhundert | auf dem 1777 angelegten Friedhof: - an der Straße: der Kirchhofeingang mit klassizistischen Sandsteinpfosten und schmiedeeisernem Torgitter, erste Hälfte des 19. Jahrhunderts - in der Trauerhalle: spätbarocke, bäuerliche Immaculata, bezeichnet 1777 (jetzt Kriegergedächtnis 1939/45) - vom Chor der Kirche ausgehend: Stationsweg der Sieben Schmerzen Mariens; kapellenartige Grottenarchitektur mit mosaikumrahmten Terrakottareliefs 1907 - östlich der Kirche: verwitterte Grabkreuze des 17. und 18. Jahrhunderts - auf dem jüngeren Friedhofsteil: - Kriegerdenkmal 1914/18; Kreuzigungsgruppe mit an der Stelle des hl. Johannes niederkniendem Soldat, 1925 - historische Grabsteine: - Valentin Haßemer († 1853), gotisierende Stele mit Kreuz- und Zinnenbekrönung - Maria Justina Pfeifer († 1860), Giebel in vegetabilen Formen - Eheleute Johann und Anna Maria Pfeifer († 1863 bzw. 1884), ausgeprägte Neurenaissanceformen - Konrad Belz († 1899), Pietà auf Sandsteinstele - Eheleute Erich Jacobs (zweite Hälfte des 19. Jahrhunderts), gusseisernes Grabkreuz, am Fuß des Kreuzesstammes Engel - Johann Nikolaus Dickescheid († 1834), pfeilerförmige Stele | weitere Bilder Fotos hochladen |
| Katharinenhof                              | Dromersheim, Rheinhessenstraße 60 Lage          | 18. Jahrhundert         | Vierseithof, im Wesentlichen aus dem 18. Jahrhundert; Wohnhaus, Kelterhaus, Scheune, Viehstall, Kelleranlage, barocke Hoftoranlage bezeichnet 1767 | weitere Bilder Fotos hochladen |
| Skulptur                                   | Dromersheim, Rheinhessenstraße, an Nr. 69 Lage  | um 1767                 | Hl. Katharina, spätbarocke Sandsteinskulptur, um 1767 | Fotos hochladen                |
| Brunnen                                    | Dromersheim, Rheinhessenstraße, an Nr. 70 Lage  | 18. Jahrhundert         | Ziehbrunnen, wohl aus dem 18. Jahrhundert | BW                             |
| Rat- und Schulhaus                         | Dromersheim, Steuerstraße 7 Lage                | 1827–30                 | ehemaliges Rat- und Schulhaus; eingeschossiger klassizistischer Putzbau, 1827–30 | Fotos hochladen                |
| Wegekapelle                                | Dromersheim, Steuerstraße, bei Nr. 9 Lage       | 1731                    | barocke Wegekapelle, 1731 | Fotos hochladen                |
| Torbogen                                   | Dromersheim, Untergasse, an Nr. 9 Lage          | 1735                    | Hoftorbogen, barock, bezeichnet 1735 | Fotos hochladen                |
| Hofanlage                                  | Dromersheim, Untergasse 11 Lage                 | 18. und 19. Jahrhundert | Streckhof, 18. und 19. Jahrhundert; barockes Fachwerkhaus, teilweise massiv, verputzt, bezeichnet 1724 | weitere Bilder Fotos hochladen |

### Ehemalige Kulturdenkmäler
| Bezeichnung | Lage                                   | Baujahr                | Beschreibung | Bild            |
| ----------- | -------------------------------------- | ---------------------- | --- | --------------- |
| Hofanlage   | Dromersheim, Rheinhessenstraße 51 Lage | frühes 19. Jahrhundert | Hakenhof, frühes 19. Jahrhundert; eingeschossiges Wohnhaus, Scheune mit Mansarddach, bezeichnet 1834; aus Denkmalliste gelöscht und teilweise abgebrochen | Fotos hochladen |

## Gaulsheim

### Denkmalzonen
| Bezeichnung                    | Lage                                                      | Baujahr                            | Beschreibung                                                                                 | Bild                           |
| ------------------------------ | --------------------------------------------------------- | ---------------------------------- | -------------------------------------------------------------------------------------------- | ------------------------------ |
| Denkmalzone Jüdischer Friedhof | Gaulsheim, östlich des Ortes, Flur In der Riedgewann Lage | zweite Hälfte des 19. Jahrhunderts | wohl in der zweiten Hälfte des 19. Jahrhunderts angelegt; drei historistische Stelen ab 1894 | weitere Bilder Fotos hochladen |

### Einzeldenkmäler
| Bezeichnung                                               | Lage                                                                   | Baujahr                | Beschreibung | Bild                           |
| --------------------------------------------------------- | ---------------------------------------------------------------------- | ---------------------- | --- | ------------------------------ |
| Grenzstein                                                | Gaulsheim, Mainzer Straße, an Nr. 384 Lage                             | 1700                   | Grenzstein, Wappen der Boos von Waldeck, bezeichnet 1700 | BW                             |
| Wappenstein                                               | Gaulsheim, Mainzer Straße, an Nr. 385 Lage                             | um 1645                | Wappenstein, Allianzwappen der Brömser von Rüdesheim, um 1645 | Fotos hochladen                |
| Reliefs                                                   | Gaulsheim, Mainzer Straße, an Nr. 387 Lage                             | 1592                   | Reliefs am ehemaligen Rat- und Schulhaus; relieferter Quader, bezeichnet 1592 | Fotos hochladen                |
| Katholische Pfarrkirche St. Pankratius und St. Bonifatius | Gaulsheim, Mainzer Straße 389 Lage                                     | ab dem 13. Jahrhundert | neugotische Basilika, 1898/99, Architekt Heinrich Renard, Köln; romanischer Turm wohl aus dem 13. Jahrhundert, Aufstockung 1817/18; zugehörig neugotisches Pfarrhaus mit -garten, 1895 (Mainzer Str. 391) | Fotos hochladen                |
| Grabmal                                                   | Gaulsheim, Treffelsheimer Straße/Brömser Straße, auf dem Friedhof Lage | 1936                   | Friedhof 1832 eröffnet; Grabmal für Pfarrer Anton Decker († 1936), volutengerahmtes Kruzifi in neubarocken Formen, als Friedhofskreuz in der Mittelachse der Anlage aufgestellt                           | Fotos hochladen                |
| Hindenburgbrücke                                          | Gaulsheim, nordöstlich des Ortes am Rhein; Flur Am Rhein Lage          | 1913–15                | Ruine der 1945 gesprengten Eisenbahnbrücke von 1913–15, Architekt Karl Wiener, Mannheim; landschaftsbildprägend                                                                                           | weitere Bilder Fotos hochladen |
| Wasserwerk                                                | Gaulsheim, östlich des Ortes an der L 419; Flur In der Riedgewann Lage | 1906                   | Maschinenhalle und Wohnhaus, Jugendstil, bezeichnet 1906 | weitere Bilder Fotos hochladen |

## Kempten am Rhein

### Denkmalzonen
| Bezeichnung                | Lage                                                           | Baujahr | Beschreibung | Bild                           |
| -------------------------- | -------------------------------------------------------------- | ------- | --- | ------------------------------ |
| Denkmalzone Mainzer Straße | Kempten am Rhein, Mainzer Straße 242–260 (gerade Nummern) Lage | 1922–24 | kleine Arbeitersiedlung der Gebr. Himmelsbach AG, geschlossenes Polygon mit fünf Doppelhäusern in Heimatstilformen, Architekt Karl Caesar, Karlsruhe | weitere Bilder Fotos hochladen |

### Einzeldenkmäler
| Bezeichnung                            | Lage                                                                 | Baujahr                            | Beschreibung | Bild                           |
| -------------------------------------- | -------------------------------------------------------------------- | ---------------------------------- | --- | ------------------------------ |
| Katholischer Pfarrhof                  | Kempten am Rhein, Dreikönigsstraße 2 Lage                            | zweite Hälfte des 18. Jahrhunderts | barocker Krüppelwalmdachbau, zweite Hälfte des 18. Jahrhunderts | weitere Bilder Fotos hochladen |
| Katholische Pfarrkirche Hl. Dreikönige | Dreikönigstraße 4 Lage                                               | ab dem 9. Jahrhundert              | Saalbau, im Kern vermutlich spätkarolingisch, romanische Umbauten sowie solche des 16. Jahrhunderts, barocke Überformung im 18. Jahrhundert, Erweiterung 1933, Architekten Ludwig Becker und Anton Falkowski, Mainz; Turm romanisch, Spitzhelm 19. Jahrhundert; ortsbildprägend | weitere Bilder Fotos hochladen |
| Friedhofskreuz und Grabmäler           | Kempten am Rhein, Dreikönigstraße, bei Nr. 4 Lage                    |                                    | auf dem Kirch- und Friedhof: - südlich der Kirche: weitgehend erneuertes spätbarockes Friedhofskreuz, bezeichnet 1785 - Priestergrab Heinrich Joseph Bassermann († 1910), kunstvoller schmiedeeiserner Zaun - Soldatengrab Heinrich Kraß († 1917), Stele mit Eisernem Kreuz und Einfriedungspfosten in der Art von Patronen - auf dem neuen Friedhof: Grabmal Familie Nagel (1920er Jahre), Sitzfigur einer Trauernden in Bogenstellung | weitere Bilder Fotos hochladen |
| Schulhaus                              | Kempten am Rhein, Grabenstraße 13 Lage                               | 1908                               | ehemaliges Schulhaus; historisierender Walmdachbau, Jugendstileinfluss, bezeichnet 1908 | Fotos hochladen                |
| Toranlage                              | Kempten am Rhein, Ortsstraße, an Nr. 16 Lage                         | 1790                               | Hoftoranlage, spätbarock, bezeichnet 1790 | Fotos hochladen                |
| Rathaus                                | Kempten am Rhein, Ortsstraße 19 Lage                                 | 1566                               | ehemaliges Rathaus; Fachwerkbau, teilweise massiv, bezeichnet 1566 und 1663 | Fotos hochladen                |
| Wohnhaus                               | Kempten am Rhein, Ortsstraße 39 Lage                                 | 1773                               | spätbarockes Fachwerkhaus, teilweise massiv, verputzt, Torfahrt bezeichnet 1773 | Fotos hochladen                |
| Wohnhaus                               | Kempten am Rhein, Ortsstraße 45 Lage                                 | 1762                               | im Kern spätbarocker Krüppelwalmdachbau, 1762, Erweiterung 1899; barocke Nepomukskulptur | Fotos hochladen                |
| Hahlkreuz                              | Kempten am Rhein, südöstlich des Ortes; Flur In der Krummgewann Lage | erste Hälfte des 14. Jahrhunderts  | gotisches Feldkreuz, wohl aus der ersten Hälfte des 14. Jahrhunderts | BW                             |

## Sponsheim

### Einzeldenkmäler
| Bezeichnung                  | Lage                                    | Baujahr                 | Beschreibung | Bild            |
| ---------------------------- | --------------------------------------- | ----------------------- | --- | --------------- |
| Katholische Kirche St. Georg | Sponsheim, Hauptstraße 4 Lage           | 1863/64                 | Saalbau in romanisierendem Rundbogenstil, 1863/64, Architekt Eduard Köhler, Turmausbau 1897/98, Architekt wohl Ludwig Becker, Mainz; ortsbildprägend                                                             | Fotos hochladen |
| Schulhaus                    | Sponsheim, Hauptstraße 10 Lage          | um 1860                 | ehemaliges Schulhaus; spätklassizistisch geprägter Putzbau, um 1860; straßenbildprägend | Fotos hochladen |
| Hofanlage                    | Sponsheim, Römerstraße 49 Lage          | 18. und 19. Jahrhundert | Dreiseithof, im Wesentlichen aus dem 18. und 19. Jahrhundert; Krüppelwalmdachbau, teilweise Fachwerk, im Kern eventuell aus dem 16. oder 17. Jahrhundert, spätbarocke Überformung 1791, Ökonomie bezeichnet 1860 | Fotos hochladen |
| Kreuzigungskapelle           | Sponsheim, Römerstraße, bei Nr. 59 Lage | 18. Jahrhundert         | barockes Heiligenhäuschen, 18. Jahrhundert | Fotos hochladen |